# 第五種補給品
第五種補給品（だいごしゅほきゅうひん、朝鮮語: 제5종 보급품）とは、朝鮮戦争時に韓国軍を中心に在韓国連軍を相手にするために支給された韓国人女性・戦争開始時点又は奪還後の北朝鮮支配地域にいて確保された女性のこと。1950年代に韓国陸軍本部によって出版された『後方戦史』（후방전사）の人事編では韓国軍によってドラム缶のような形の鉄製の桶に一人ずつ押し込めてトラックで移送して回り、自陣営兵士のために送り込まれたと記載されている。朝鮮戦争後、在韓米軍撤退阻止とドル通貨稼ぎのために形を変え、韓国政府と傘下の地方自治体の管理する基地村で働かせる売春婦らとして、「慰安婦」と呼称変更された。しかし、1990年代の朝日新聞の慰安婦報道を受けた対日批判に不利となると判断した韓国官民で「基地村女性」と名称変更され、民主化後も基地村廃止まで存続した。被害女性・研究者は口では「女性の人権」を主張している韓国官民・世論・マスコミが日本批判に不利になることで彼女らを無視していることへの矛盾と二重規範を告発している。

## 制度の推移と官民隠蔽による無関心

### 「第5種補給品」呼称時代
李承晩大統領は1948年に韓国では公娼（妓生や売春）を禁じる法律を制定したが、1950年の朝鮮戦争開始以後から兵士の戦意維持のために補給品として支給を許可していた。

### 休戦後の在韓米軍撤退阻止「慰安婦」時代
韓国政府は休戦後から2004年9月22日までに議政府や東豆川、安亭里などの在韓米軍基地周辺に性売買許可区域し、洋公主（韓国国民からの蔑称、正式名称：慰安婦）を固定配置して売春させる制度を変化させ、管理していた。基地村の慰安婦らは毎月、各基地村の属する地方自治体が主催の集会への出席を義務付けられていた。この場で職員は「慰安婦はドルを稼ぐ愛国者」と褒め「米兵に対してさらに素晴らしいサービスをするよう」求めた。だが、基地村の規模拡大と共に、性病の蔓延は次第に深刻な問題になっていったため、米軍がら改善要求が出た。1970年代初頭はアメリカはアジア全域での軍縮宣言した直後であり、在韓米軍の削減・撤退を恐れる韓国側は基地村における性病管理の厳格化を行った。これが基地村で働く女性たちの性感染症管理を主目的とする「基地村浄化対策」事業である。韓国政府は即座に性病疑惑のある基地村の慰安婦女性らを専用の収容施設に連行した。検査で陽性が出た場合、収容所に監禁した。その際に注射されるペニシリンの過剰投与によるアナフィラキシーショックで死亡する者もいた。元米軍慰安婦・金ジョンジャは、韓国のハンギョレの取材に、「基地村の女性は収容所を“丘の上の白い家”と呼んでいた。基地村慰安婦収容所の窓には鉄格子がされ、まるで刑務所だったと暴露している。韓国の基地村慰安婦は親に暴力を受け、家出後に稼げると友人に騙されて借金を負わされて抱え主（韓国人中年女性）に人身売買されたり、ソウル駅周辺の職業紹介所で人身売買されたケースも含めて、抱え主による見張り男女や警察や役所などが協力して監視されていた。韓国政府は官民協力することで、大半は小学校も満足に修了してない基地村の韓国人女性らを、逃亡に対しては死ぬほどの制裁を加えることで一人あたり約30年間ほど働かせた。半世紀以上も計約30万人以上もの韓国人女性に対し、在韓米軍撤収阻止という目的のために月に一度公務員も「ドルを稼ぐ愛国者」として奨励させるなど、基地周辺に基地村を設置して接客行為または売買春営業に対して幇助していた。元基地村女性（慰安婦）曰く、1990年代半ばの45歳近くまで基地村で売春させられていて、性病に疑われると約二週間も「落検者」として、警察に東豆川市逍遥山にある刑務所のような落検者収容所という施設にある5人入りの檻に入れられることを、基地村の慰安婦らは「討伐される」と呼んで恐れていた。インタビューに答えた元基地村慰安婦女性は25歳の時に逃亡したが、抱え主側に協力する韓国警察、基地村から逃亡した女性の身柄を引き渡したり、就職のために必須の住民登録証を管理する役所を含む公務員らの存在から、抱え主の元へ諦めて戻ったことでリンチを受けている。

### 米韓関係波及阻止のための「基地村女性」への改名・二重基準批判
1966年の大韓民国大法院の判決文で「慰安婦」とは「一般的に日常用語において、売春行為をしている女性」と定義されている。韓国政府記録と地方条例などでも、基地村の女性たちのことを1990年まで慰安婦と呼称してきた。しかし、韓国社会で売春行為をしている女性への慰安婦という呼称が変更された。その理由について、ハンギョレによると1990年代初期の朝日新聞による慰安婦報道が日韓間で騒動になったことで、韓国の政府・言論・マスコミなど官民一体で韓米間への波及を防ぐため、「基地村女性」と呼称を変えたためであった。慰安婦の抱え主だった韓国人らは、慰安婦女性が稼いだお金で家や土地を買うなど裕福に過ごして、ある抱え主は後に京畿道で議員になったことが明らかになっている。韓国政府による慰安婦被害者に対して政府は目を瞑っており、何故責任を負わないのかと基地村で売春させられていた女性らは批判している  。